# Franz Ulbrich
Franz Ulbrich (* 22. Januar 1885 in Bärenstein (Erzgebirge); † 6. Dezember 1950 in Kassel) war ein deutscher Regisseur und Intendant.

## Leben
Als Sohn eines Arztes besuchte Franz Ulbrich das Gymnasium in Dresden. Anschließend studierte er in München und Leipzig Germanistik, Kulturgeschichte und Philosophie. Ab 1911 arbeitete Ulbrich als Dramaturg und Regisseur am Hoftheater Oldenburg. Sein erstes selbst verfasstes Stück und das im Verlag von Ernst Rowohlt erschien, war Du gleichst dem Geist... – ein Totentanz. Oldenburg führte es als Vorspiel zu Hauptmanns Hannele auf.
Von 1915 bis 1925 war er am Meininger Hoftheater als Dramaturg und Regisseur von Unterhaltungsstücken tätig. In dieser Zeit inszenierte er auch seinen einzigen Film, das Adelsmelodram Leben um Leben. 1919 wurde er zum Intendanten des Hoftheaters ernannt. Im selben Jahr heiratete er die Schauspielerin Johanna Karoline Authes.
Er gründete am 28. September 1919 die Hochschule für Schauspielkunst Meiningen, anknüpfend an die große Tradition des Hauses bei der Erziehung und Ausbildung junger Schauspieler durch die Freifrau von Heldburg, die Gemahlin von „Theaterherzog“ Georg II. Weiterhin rief er die Literarische Gesellschaft in Meiningen ins Leben.
Nach der Auflösung des Freistaates Sachsen-Meiningen und dem Anschluss an das neu gegründete Land Thüringen im Jahr 1920 überführte er das Meininger Hoftheater und die Meininger Hofkapelle in die Landeshoheit. Das Theater und die Kapelle nannten sich fortan Landestheater und Landeskapelle.
Ulbrich war ein großer Förderer des sich nach der Kaiserzeit herausbildenden expressionistischen Theaters. Er holte bekannte und führende Schriftsteller und Dramaturgen nach Meiningen und machte das Theater zu einem deutschen Zentrum des Expressionismus. Es fanden dabei zahlreiche Uraufführungen statt. Zu den Autoren gehörten Georg Kaiser und Anton Wildgans. Später inszenierte er in Meiningen auch Richard Wagners Der Ring des Nibelungen.
1925 wurde Franz Ulbrich zum Generalintendanten am Nationaltheater Weimar berufen, wo er bis 1933 tätig war. Gleichzeitig stand er als Generaldirektor den Landestheatern in Altenburg, Gotha, Meiningen und Sondershausen vor. 1932 inszenierte er in Weimar Mussolinis antidemokratisches Stück Hundert Tage, das in Anwesenheit von Adolf Hitler seine Premiere hatte. Nach der „Machtergreifung“ der Nationalsozialisten wurde er im März 1933 Intendant des Staatlichen Schauspielhauses Berlin, wo er in eigener Regie anlässlich von Hitlers Geburtstag Hanns Johsts Stück Schlageter zur Uraufführung brachte. 1935 ging Ulbrich schließlich als Generalintendant an das Staatstheater Kassel, das er bis 1945 leitete. Ab 1945 war er Leiter des Kasseler Kammerstudios. Von 1949 bis 1950 war er Vorsitzender der von ihm selbst gegründeten Kasseler Goethe-Gesellschaft.

## Theater (Autor)
- 1911: Du gleichst dem Geist... Ein Totentanz (Großherzogliches Hoftheater Oldenburg) VolltextTheaterzettel der Uraufführung

## Theater (Regie)
- 1919: Henrik Ibsen: Brand (Hof- und Landestheater Meiningen)
- 1920: Henrik Ibsen: Peer Gynt (Hof- und Landestheater Meiningen)